# Thrakosphaera schawalleri
Thrakosphaera schawalleri là một loài chân đều trong họ Tendosphaeridae. Loài này được Schmalfuss miêu tả khoa học năm 1998.